# ریچارد شوودر
ریچارد شوودر (به انگلیسی: Richard Shweder) یک مردم‌شناس فرهنگی و پروفسور دانشگاه شیکاگو است. شوودر مدرک دکترااش را در مردم‌شناسی اجتماعی از دانشگاه هاروارد در سال ۱۹۷۲ میلادی اخذ کرد.